# Elvira Godás
Elvira Godás (Lérida, España, 22 de enero de 1917 – San Adrián de Besós, Barcelona, 12 de noviembre de 2015) fue una maestra republicana, Presidenta de Honor de la Asociación Archivo, Guerra y Exilio. Estuvo casada con el escritor José Ramón Arana.

## Biografía
Elvira fue hija más pequeña de Victorina Villa y Federico Godàs (1879-1920), fundadores del Liceo Escolar de Lérida, inaugurado en 1906.
Su padre falleció en 1920, y su madre, con 33 años y cinco hijos, se hizo cargo de la escuela en solitario durante un tiempo. Elvira estudió la carrera de piano en el conservatorio entre 1925 y 1935. En 1936, al producirse la sublevación militar que provocaría la Guerra Civil Española, y ante la solicitud del gobierno republicano de más profesorado, al haberse incorporado al frente muchos de ellos, Elvira se presentó voluntaria, superando un examen especial en Lérida y una prueba adicional de catalán en Barcelona. «Consiguió el título de maestra, pero no pudo trabajar en la escuela de sus padres»; junto a su marido, también maestro, se trasladó a Barcelona y trabajó en la escuela Nova Infància y más tarde en Figueras.
Derrotada la Segunda República, Elvira, «su marido, Josep Cervera, enfermo del corazón, y su hijo de dos años y medio», pasaron a Francia cruzando los Pirineos. Tras conseguir plaza en el Sinaia, uno de los barcos que el gobierno de México puso para los refugiados españoles, Elvira y su familia llegó a Veracruz. En México, Josep murió en 1942. Durante sus primeros años de exilio, Elvira hizo jerséis para los soldados norteamericanos y trabajó en la Unión Distribuidora de Ediciones, fundada por Miquel Marín y Ricardo Mestre. Tras reconocérsele el título de maestra en el país azteca, pudo volver a dedicarse a la docencia, llegando a fundar el Colegio Hans Christian Andersen. También recuperó su vida musical dando clases en el Liceo Franco-Mexicano y en el Colegio de Las Vizcaínas, e integrándose en el Orfeón Catalán de México, donde conoció a su segundo marido.
Casada con José Ramón Arana, que en México había fundado la revista Las Españas, en 1972, Arana, víctima de una enfermedad irreversible, pidió a Elvira que le llevara a España para morir allí. El matrimonio llegó a la España, aún franquista, a mediados de aquel año, instalándose en Castelldefels. Permaneció en Cataluña dos años y otro año en Inglaterra, pero regresó a México. Su definitiva vuelta a España, ya democrática, ocurrió en 1980, y se instaló en Barcelona, como profesora de música y catalán en el Colegio Prim. En la tarea de la recuperación de «otra la historia de España», Elvira se integró en el equipo de fundación de la Asociación Archivo, Guerra y Exilio que presidía la brigadista Adelina Kondrátieva en noviembre de 1997.
Elvira falleció en Barcelona a los 98 años de edad. De sus mensajes favoritos, Dolores Cabra, historiadora, compañera y amiga, rememora su frase favorita: «todo lo que he querido en esta vida lo he conseguido, era tanto y costaba tan poco».

## Reconocimientos
En 2016 se publicó el libro Elvira Godàs i Vila, de mestra de la República a mestra del Besòs, incluyendo varias entrevistas con Elvira y una recopilación de estudios de Jordi García y Farrero, Salomó Marquès, Margarita Carbó y Ferran Aisa, editado por el colectivo «Dones Amb Iniciativa» de San Adrián de Besós.